# Медоу Вју (Вирџинија)
Медоу Вју (енгл. Meadow View) насељено је место без административног статуса у америчкој савезној држави Вирџинија.

## Демографија
По попису из 2010. године број становника је 967.
| Група             | 2000.    | 2010.       |
| Белци             | 0 (0,0%) | 908 (93,9%) |
| Афроамериканци    | 0 (0,0%) | 25 (2,6%)   |
| Азијати           | 0 (0,0%) | 2 (0,2%)    |
| Хиспаноамериканци | 0 (0,0%) | 15 (1,6%)   |
| Укупно            | 0        | 967         |